# Базанов, Иван Александрович
 Иван Александрович Базанов  (1867—1943) — русский учёный-юрист, историк права, профессор и ректор Императорского Томского университета (1909—1913). Действительный статский советник.

## Биография
Родился 27 января (8 февраля) 1867 года в крестьянской семье деревни Починки, Лукояновского уезда, Нижегородской губернии. первоначальное образование получил в Починковском духовном училище.
В 1887 году окончил нижегородскую гимназию, а в 1891 года — юридический факультет Московского университета — с дипломом 1-й степени; был оставлен профессорским стипендиатом при кафедре гражданского права. Его научными руководителями были профессора Н. П. Боголепов и Ю. С. Гамбаров. В 1897 году выдержал испытание на степень магистра гражданского права и гражданского судопроизводства, но диссертацию не представил. Получил должность приват-доцента в Московском университете и уехал в заграничную командировку.
В 1898 году вернулся из-за границы и некоторое время работал в Московском университете; 1 января 1899 года был определён приват-доцентом на кафедру гражданского права и гражданского судопроизводства Томского университета. В 1900 году в Московском университете защитил магистерскую диссертацию «Происхождение современной ипотеки: Новейшие течения в вотчинном праве, в связи с современным строем народного хозяйства» и был назначен и. д. ординарного профессора Томского университета. В 1902—1909 годах был деканом юридического факультета. В 1909 году примкнул к небольшой группе крайне правых профессоров некоторых провинциальных университетов, составившей союз для борьбы с забастовками и так называемой «левой» профессурой.
В 1911 году после защиты в Киевском университете докторской диссертации «Вотчинный режим в России. Его происхождение, современное состояние и проект реформы» был утверждён в должности ординарного профессора Томского университета. Ректор Томского университета в период 1909—1913 годов. Придерживался правых взглядов, выступал против революционного студенческого движения.
В 1913 году был произведён в чин действительного статского советника.
В 1913 году переехал в Санкт-Петербург, где стал ординарным профессором Санкт-Петербургского университета: сверхштатным (20.7.1913), штатным (4.11.1913). Был перемещён 5 июля 1914 года на должность попечителя Казанского учебного округа, а 10 октября 1915 года назначен попечителем Киевского учебного округа.
После октябрьской революции 1917 года эмигрировал в Болгарию: профессор международного права Софийского университета (1927); член Учёного комитета Русского народного университета (1927).

## Труды
- «Происхождение современной ипотеки» // «Известия Томского университета». — Томск, 1900.
- «Основные черты гражданско-правового строя крестьян по положениям 19 февраля» // «Известия Томского университета». — Томск, 1902.
- «Проект устава молочных товариществ» (Томск, 1902);
- Вотчинный режим в России // «Известия Томского университета». — Томск, 1910.
- Ипотечный режим в Болгарии // Год. СУ. Юрид. фак., 15-16, 1918—1920, 1921[3].
- Суд при временном правительстве в России // Юбил. сб. в чест С. С. Бобчев. С., 1921[3].
- Селският съд в Русия и България // Юридически преглед. — 1922. — № 3 и 4.  (болг.)
- Унификация частного права // Труды V съезда русских учёных. — София, 1930.
- Юридически метод в цивилни изследвания. // Юридически архив. — 1930. — № 2.  (болг.)

переводы
- Общее учение о праве / Ф. Регельсбергер; Пер. И. А. Базанова; Под ред. проф. Ю.С. Гамбарова. — М.: т-во И.Д. Сытина, 1897.

## Награды
- Орден Св. Станислава 2-й степени (1903);
- Орден Св. Анны 2-й степени (1909);
- Орден Св. Владимира 3-й степени (1915);
- Орден Св. Станислава 1-й степени (1917)